# Jacob Gram Nielsen
Jacob Gram Nielsen (Næstved, 15 juni 1976) is een voormalig wielrenner uit Denemarken, die actief was als beroepsrenner van 1999 tot 2002. Hij kwam uit voor de Deense ploeg Team Fakta gedurende zijn carrière. Hij was ook actief op de baan.

## Erelijst
1994
- Deens kampioen op de weg (ploegentijdrit), Junioren (met Lasse Jonasson en Martin Jenbo)
- Deens kampioen op de baan (puntenkoers), Junioren

1996
- Deens kampioen op de weg (ploegentijdrit), Elite (met Jens Knudsen en Jimmi Madsen)

1997
- Deens kampioen op de weg (ploegentijdrit), Elite (met Jens Knudsen, Jimmi Madsen, Jakob Piil, Ole Ørsted en Jan Bo Petersen)

2001
- Dortmund-Hombruch